# Оганов, Рафаэль Гегамович
Рафаэль Гегамович Оганов (9 декабря 1937, Москва — 24 сентября 2020, там же) — советский и российский эпидемиолог, специалист в области эпидемиологии неинфекционных заболеваний, академик РАМН (2000), академик РАН (2013). Заслуженный деятель науки Российской Федерации (1998)

## Биография
Родился 9 декабря 1937 года в Москве.
С отличием окончил два высших учебных заведения: вначале Государственный институт физической культуры, а в 1966 году — 2-й Московский медицинский институт имени Н. И. Пирогова, факультет «лечебное дело».
В 1972 году защитил кандидатскую диссертацию «Катехоламины плазмы крови и экскреция их с мочой у больных инфарктом миокарда».
В 1977 году защитил докторскую диссертацию «Симпато-адреналовая система, инсулин и нарушение углеводного обмена при ишемической болезни сердца».
В 1982 году — назначен директором Института профилактической кардиологии Всесоюзного кардиологического научного центра АМН СССР, на базе которого впоследствии был создан Государственный научно-исследовательский центр профилактической медицины Министерства здравоохранения России, который возглавлял вплоть до 2011 года. До 2020 года — главный научный сотрудник центра.
В 1997 году — избран членом-корреспондентом РАМН.
В 2000 году — избран академиком РАМН.
В 2013 году — стал академиком РАН (в рамках присоединения РАМН и РАСХН к РАН).

## Научная деятельность
Специалист в области эпидемиологии неинфекционных заболеваний.
На посту директора Государственного научно-исследовательского центра профилактической медицины вел работу по формированию и развитию эпидемиологии и профилактики неинфекционных заболеваний.
Во многом благодаря его усилиям в России создается научная школа по профилактической медицине, осуществляющая подготовку специалистов для проведения исследований в области эпидемиологии и профилактики сердечно-сосудистых и других хронических неинфекционных заболеваний, изучения и оценки факторов риска их развития и прогрессирования, проведения профилактических программ, как в стране, так и в бывших республиках Советского Союза.
Выполненные под его руководством исследования позволили получить данные о распространенности основных сердечно-сосудистых заболеваний и их факторов риска среди населения России. Впервые были разработаны программы, позволяющие прогнозировать риск смерти от сердечно-сосудистых заболеваний на 5-10 лет вперед. Активно проводились исследования, в которых изучалась распространенность факторов риска сердечно-сосудистых заболеваний среди школьников и студентов, проводились программы по формированию здорового образа жизни и профилактике неинфекционных заболеваний в детском и подростковом возрасте.
Также под его руководством в России были осуществлены крупные кооперативные программы не только по профилактике сердечно-сосудистых заболеваний, но и интегрированной профилактике неинфекционных заболеваний.
Автор и соавтор более 450 научных работ, автор и соавтор 16 книг и монографий, 8 патентов.
Под его руководством защищено 16 докторских и 30 кандидатских диссертаций.
Похоронен на Армянском кладбище в Москве (уч. 2).

### Научно-организационная деятельность
- генеральный секретарь IX Всемирного конгресса кардиологов (Москва, 1982);
- вице-президент 1-й Международной конференции по профилактической кардиологии (Москва, 1985);
- координатор программы межправительственного сотрудничества Россия — США в области эпидемиологии и профилактики сердечно-легочных заболеваний (1988—1998).
- главный редактор журналов «Кардиоваскулярная терапия и профилактика» и «Рациональная фармакотерапия в кардиологии»;
- главный редактора журнала «Профилактическая медицина» (Профилактика заболеваний и укрепление здоровья) (2001—2011);
- член редколлегии журнала «Кардиология»;
- президент Всероссийского научного общества кардиологов (1999—2011).

## Награды
- Орден «Знак Почёта» (1986)[6]
- Премия Правительства Российской Федерации в области науки и техники (в составе группы, за 2007 год) — за разработку и внедрение медицинских профилактических технологий, направленных на сохранение и укрепление здоровья населения, и улучшение демографической ситуации в России[7]
- Государственная премия РСФСР имени братьев Васильевых (в составе группы, за 1987 год) — за цикл научно-популярных фильмов «Двадцать микрон пространства», «Глазами одного пациента», «Город кардиологов» производства студии «Леннаучфильм»
- Заслуженный деятель науки Российской Федерации (1998)[8]
- Значок «Отличнику здравоохранения» (1984)[6]